# Kavárna Union

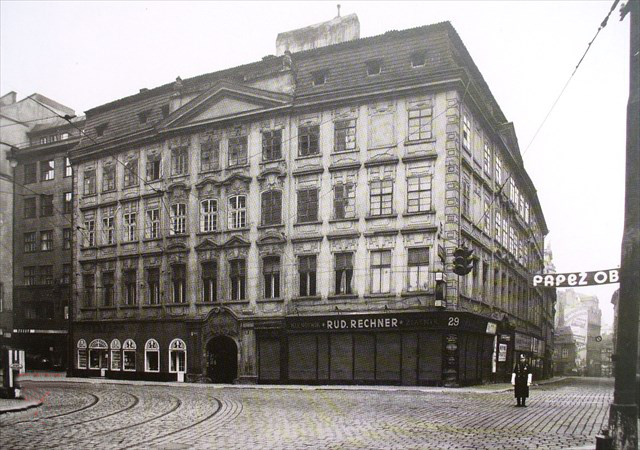
Braunerův dům před r. 1939

Kavárna Union, zvaná také Unionka, byla kavárna a středisko kulturního života v Praze v 19. a první polovině 20. století. Nacházela se na nároží ulic Národní a Na Perštýně v Braunerově domě čp.342/I.

## Historie

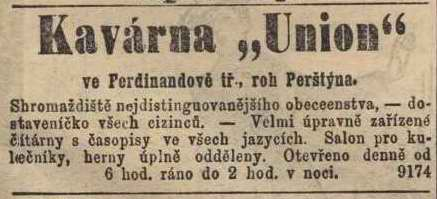
Kavárna Union, inzerát 1892

Nejstarší zmínka o domě pochází z roku 1429, kdy stál u hradebního příkopu a můstku za hradbami Starého Města. Podoba budovy z doby kavárny byla dílem raně klasicistní přestavby dle plánů z roku 1789. V domě je k roku 1820 doložena Vídeňská kavárna. Později se kavárna nazývala Union a dům Braunerův, neboť jej vlastnil politik František August Brauner a jeho dcera, malířka Zdenka Braunerová.
V kavárně se svého času setkávala významná část pražských intelektuálů a umělců, například Alois Jirásek, Mikoláš Aleš, Josef Václav Myslbek, František Ženíšek či Antonín Wiehl; z mladší generace např. architekti Pavel Janák, Josef Gočár, malíři Bohumil Kubišta, František Kysela, Josef Lada, spisovatelé Fráňa Šrámek, Eduard Bass, Jaroslav Hašek nebo historici umění Antonín Matějček a V. V. Štech. Legendárním vrchním se stal František Patera, který zde obsluhoval v letech 1907–1925.

## Karel Čapek, Eduard Bass a zrušení Unionky

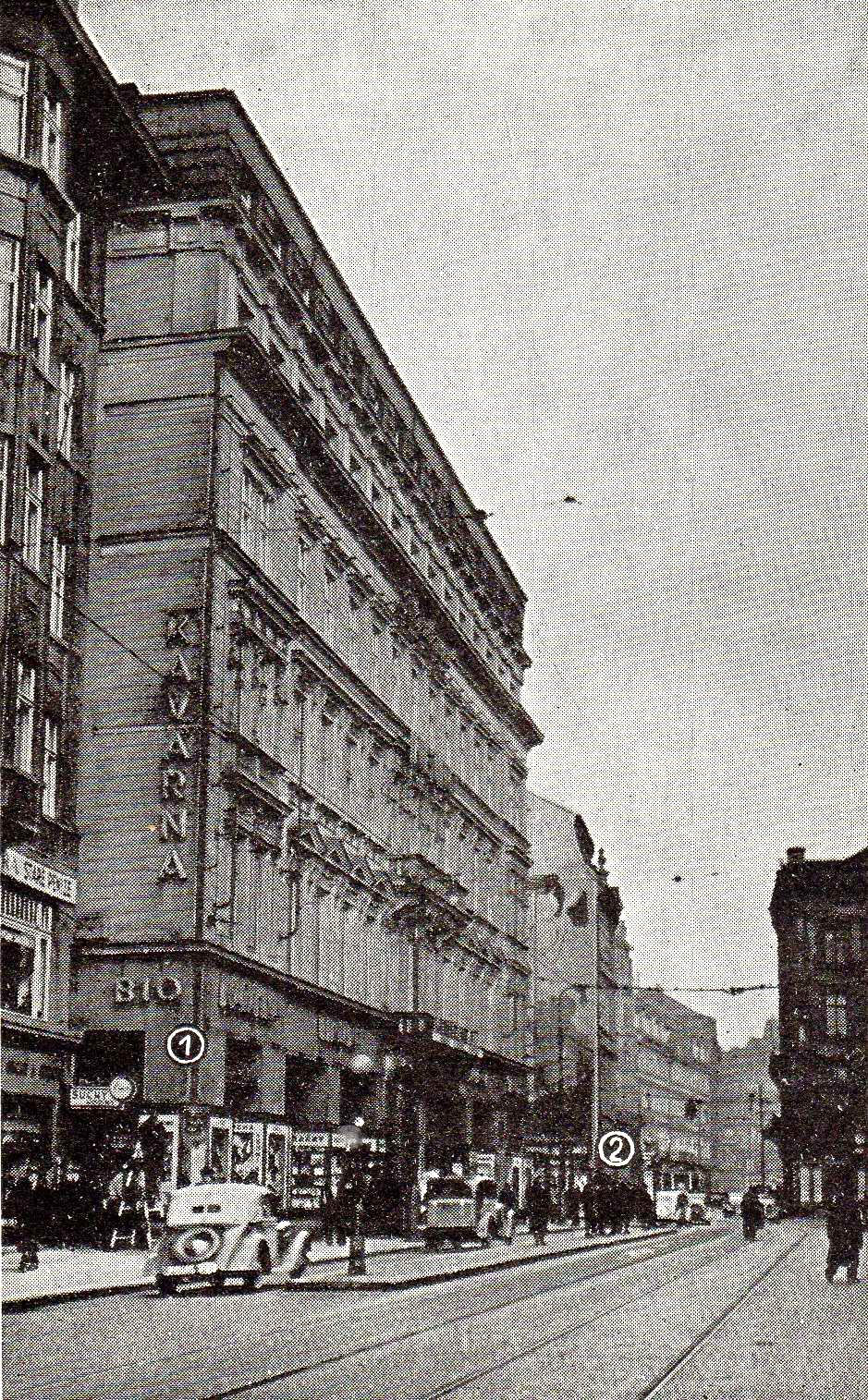
Praha, Národní třída 1939 (Braunerův dům označen č.2)

V roce 1923 se Karel Čapek emotivně postavil proti možnému rušení kavárny Union. V úvodníku Ohrožená památka z 23. ledna vyjmenovával intelektuály, především z oblasti literatury, kteří se v kavárně scházeli. Přirovnal "Unionku" k nejslavnějším literárním kavárnám Paříže a Berlína.
O sedmnáct let později, 20. ledna 1940, se stejnému problému ve stejném deníku věnoval Eduard Bass. Ten již nepoužil Čapkovy citové argumenty o místu, kde se scházely osobnosti, ale hodnotil unikátnost Braunerova domu. Vzal do úvahy, že dům překáží dopravě a navrhl, aby (podobně jako u paláce Metro, stojícího ve stejném bloku domů) bylo v Braunerově domě vybudováno podloubí. Tím by mohl být odstraněn chodník a Národní třída by získala potřebný pruh pro automobilovou dopravu.
Na dobových fotografiích je vidět, jak Braunerův dům (označen č. 2) a palác Metro (č.1) vystupovaly oproti ostatním domům do ulice. Návrh Eduarda Basse na vybudování podloubí tuto situaci respektoval a řešil.
Ještě v roce 1941 informoval tisk o výstavbě lešení u domu a přípravách k opravám. Zdálo se tedy, že Braunerův dům bude ještě na dlouho zachován.
Zpráva v Lidových novinách z 17. 4. 1941 hovořila o kavárně Union ještě v přítomném čase, tedy jako o fungující. Nepodařilo se prozatím dohledat, kdy přesně byla kavárna uzavřena, ale stalo se tak téhož roku.

## Současný stav

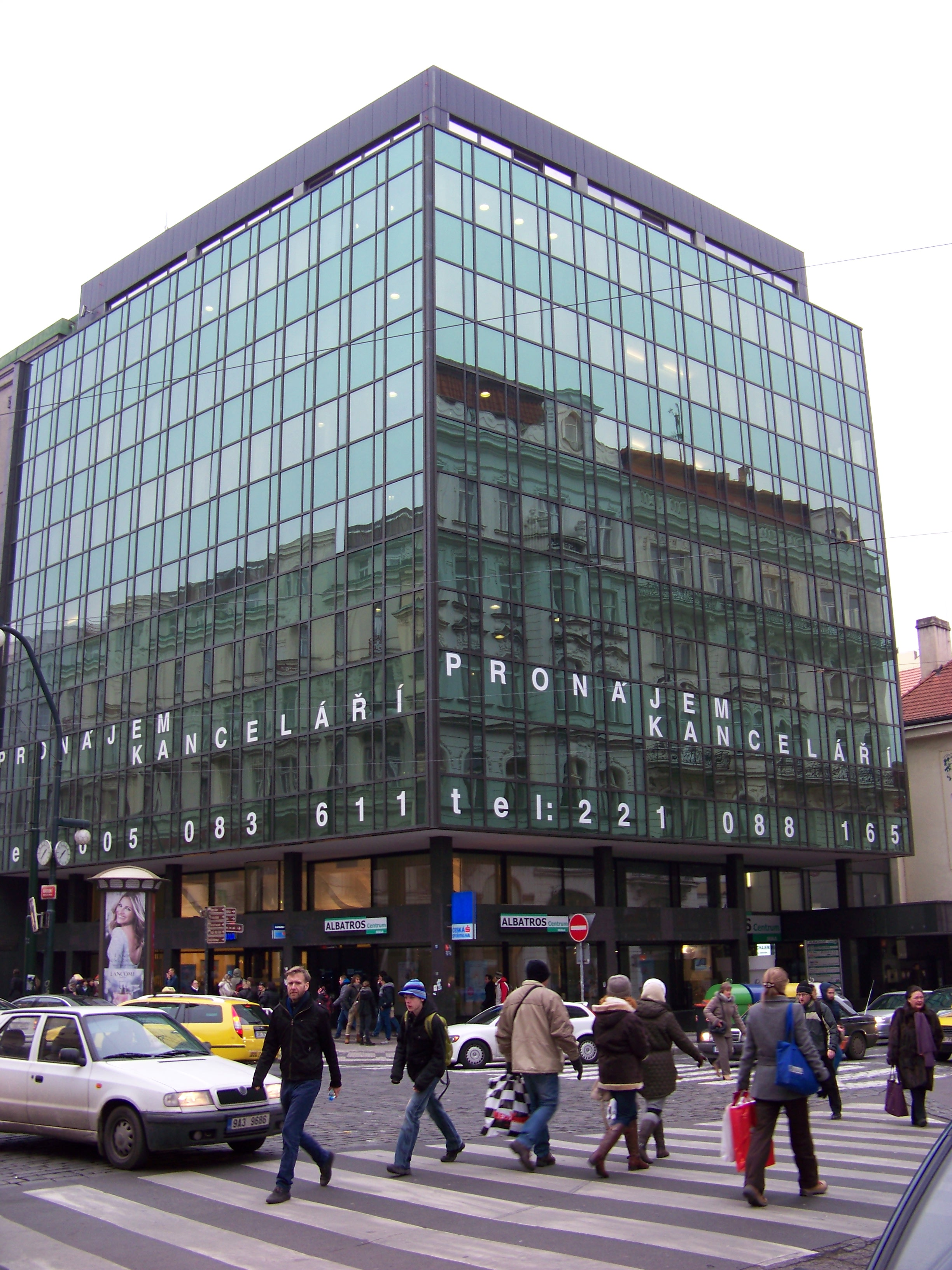
Praha, roh Národní a Na Perštýně (místo, kde stál Braunerův dům), stav 2013

Dům byl zbořen v letech 1949–1950 a v letech 1965–1969 nahrazen novostavbou (čp. 342). Ta byla otevřena v listopadu 1969 pod názvem Dům dětské knihy a sloužila nakladatelství Albatros. Na domě je pamětní deska spisovatele dětských knížek a ředitele nakladatelství Bohumila Říhy. Dnes zde sídlí banka.